# Strafexpeditie
Een strafexpeditie is een militaire expeditie met als doel niet zozeer het duurzaam veroveren of bezetten van een gebied, maar het straffen of 'in het gareel krijgen' van groepen of staten die (al dan niet vermeend) ongehoorzaam zijn of ander ongewenst gedrag vertonen, en die zich op enige afstand bevinden van de machtsbasis van de partij die de expeditie uitvoert. Soms organiseren partijen in gezamenlijk verband strafexpedities. Er wordt geen gebied bezet, maar er worden slechts vernielingen aangericht, die er vaak op gericht zijn de aanvals- of economische capaciteit van de tegenstander te beschadigen en diens moreel te breken. Strafexpedities duren doorgaans korter dan reguliere oorlogen en zijn beperkt tot een of enkele veldtochten met een concreet doel. Ze kunnen overigens wel onderdeel van een reguliere oorlog zijn.
Het kan dan bijvoorbeeld gaan om opstandige bevolkingsgroepen in koloniën of net over de landsgrens, om 'onwillige onderdanen' die weigeren een door de kolonisator opgelegde belasting te betalen, om zeerovers, of om landen die zich niet conformeren aan gesloten verdragen, het internationaal recht, of een resolutie van de VN-Veiligheidsraad. Het niet afbetalen van een staatsschuld kon in de 19e eeuw ook aanleiding zijn voor een strafexpeditie (kanonneerboot-diplomatie). Het uiteindelijke doel is:
- Vergelding. Een staat meent benadeeld te zijn door een andere staat of organisatie, en neemt wraak met een militaire aanval;
- Een gebaar maken naar de eigen achterban. Een leider die ongewenst gedrag van andere staten hard aanpakt, kan op steun rekenen van de achterban. Een besluiteloze leider die niet weet hoe te reageren op provocaties, wordt aan de kant gezet.
- Een gedragsverandering bij de aangevallen partij zodat deze bijvoorbeeld zijn schulden afbetaalt, iets aan piraterij op zijn grondgebied doet, ophoudt een als terroristische organisatie aangemerkte beweging te steunen, of zich aan een norm uit het internationaal recht conformeert;
- Het creëren van preventieve werking ten opzichte van ongewenst gedrag ten opzichte van andere staten en eventuele bedrijven en individuen. Als staat X gebombardeerd wordt wegens piraterij, zullen staten Y en Z hun best doen deze zelf aan te pakken en zullen mogelijke piraten ook twee keer nadenken voor ze aan piraterij doen omdat ze gebombardeerd kunnen worden.

## Enkele voorbeelden
- De uitroeiing van de Eburonen door Caesar tijdens de Gallische Oorlogen, in reactie op verwoestende acties van die Eburonen tegen Caesars legioenen.
- De veldtocht van Maurits van Oranje tegen de Duinkerker kapers, die leidde tot de Slag bij Nieuwpoort in 1600 (waardoor Maurits Duinkerke nooit zou bereiken).
- Wanneer Tsjetsjeense dorpelingen in 1818 rebelleerden tegen Russische soldaten onder leiding van Aleksei Yermolov, werden ze na de opstand onderworpen aan een strafexpeditie.[1]
- De Eerste Opiumoorlog in 1839-1842. De Britten wilden China dwingen de (voor Groot-Brittannië lucratieve) opiumhandel toe te staan, iets wat zij tot dan toe steeds hadden geweigerd.
- De Franse strafexpeditie naar Korea in 1866. Frankrijk viel met zeven schepen en 300 mariniers het land binnen om de executie van een aantal Franse missionarissen te wreken.
- De Eerste Atjehexpeditie in 1873-1874. Het KNIL werd ingezet om de Atjehers te dwingen een nieuw verdrag te aanvaarden om zeeroof tegen te gaan.
- De Expeditie naar Bali 1906 - 1908 was een strafexpeditie van het Nederlands-Indisch Leger in Zuid-Bali.
- Een strafexpeditie in 1933-1934 tegen opstandige bevolkingsgroepen in Belgisch-Congo. Hierbij werden (zogenaamd) vanwege kannibalisme 29 zwarte Congolezen standrechtelijk geëxecuteerd.
- De Amerikaanse bombardementen op Libië in 1986, die een vergelding waren voor de (terroristische) bomaanslag op discotheek La Belle waarbij veel Amerikaanse slachtoffers vielen. De Libische leider Qadhafi werd verdacht van concrete steun aan deze en andere aanslagen. Deze eenzijdige actie van de VS werd door veel landen veroordeeld in een resolutie van de Algemene Vergadering van de Verenigde Naties.
- De NAVO-bombardementen op Servië in 1999, tijdens de Kosovo-oorlog, worden ook wel als strafexpeditie beschouwd, omdat er geen duidelijk VN-mandaat was voor de aanvallen.